# Campeonato del Mundo de patinaje de velocidad en línea 2022
El Campeonato Mundial de patinaje de velocidad en línea de 2022 tuvo como lugar del 29 de octubre al 6 de noviembre en Buenos Aires, Argentina. Fue la tercera ocasión que la que el Argentina organizó el campeonato mundial tras las ediciones de Mar del Plata 1997 y Rosario 2014.

## Resultados[1]

### Sénior

#### Mujeres
| Distancia                   | Oro                                                            | Plata                                              | Bronce                                     |
| Pista                       | Pista                                                          | Pista                                              | Pista                                      |
| --------------------------- | -------------------------------------------------------------- | -------------------------------------------------- | ------------------------------------------ |
| 200 m Dual CR               | Sheila Maza                                                    | Asja Varani                                        | Kerstinck Sarmiento                        |
| 500 m Sprint                | Liu Yi-Hsuan                                                   | Erin Jackson                                       | María Fernanda Ariza                       |
| 1.000 m Sprint              | Li Meng-Chu                                                    | Angy Quintero                                      | Liu Yi-Hsuan                               |
| 10.000 m Puntos/Eliminación | Fabriana Arias                                                 | Gabriela Rueda                                     | Gabriela Vargas                            |
| 10.000 m Eliminación        | Gabriela Rueda                                                 | Luz Karime Garzón                                  | Marine Lefeuvre                            |
| 3.000 m Relevos             | Colombia · Gabriela Rueda · Fabriana Arias · Luz Karime Garzón | China Taipéi Yang Ho-Chen Li Meng-Chu Liu Yi-Hsuan | Corea del Sur An Yiseul Lee Yerim Yu Garam |
| Ruta                        |                                                                |                                                    |                                            |
| 100 m Sprint                | Kerstinck Sarmiento                                            | Sheila Maza                                        | Erin Jackson                               |
| 1 Vuelta Sprint             | Erin Jackson                                                   | Kollin Castro                                      | Luisa María González                       |
| 10.000 m Puntos             | Gabriela Rueda                                                 | Chang Yu-Shin                                      | Fabriana Arias                             |
| 15.000 m Eliminación        | Luz Karime Garzón                                              | Gabriela Rueda                                     | Gabriela Vargas                            |
| Larga distancia             |                                                                |                                                    |                                            |
| 42.195 m Marathon           | Luz Karime Garzón                                              | Gabriela Vargas                                    | Fran Vanhoutte                             |

#### Hombres
| Distancia                   | Oro                                  | Plata                                                   | Bronce                                                                  |
| Pista                       | Pista                                | Pista                                                   | Pista                                                                   |
| --------------------------- | ------------------------------------ | ------------------------------------------------------- | ----------------------------------------------------------------------- |
| 200 m Dual CR               | Sebastián Guzmán                     | Steven Villegas                                         | Elton De Souza                                                          |
| 500 m Sprint                | Andrés Jiménez                       | Duccio Marsili                                          | Yvan Sivilier                                                           |
| 1.000 m Sprint              | Chao Tsu-Cheng                       | Duccio Marsili                                          | Ken Kuwada                                                              |
| 10.000 m Puntos/Eliminación | Martin Ferrié                        | Patxi Peula                                             | Jason Suttels                                                           |
| 10.000 m Eliminación        | Martin Ferrié                        | Jorge Bolaños                                           | Doucelin Pedicone                                                       |
| 3.000 m Relevos             | Argentina Nahuel Scheling Ken Kuwada | China Taipéi Huang Yu-Lin Chao Tsu-Cheng Chang Chia-Wei | Colombia · Steven Villegas · Juan Jacobo Mantilla · Andrés Felipe Gómez |
| Ruta                        |                                      |                                                         |                                                                         |
| 100 m Sprint                | Sebastián Guzmán                     | Alessio Piergigli                                       | Jorge Luís Martínez                                                     |
| 1 Vuelta Sprint             | Sebastián Guzmán                     | Yvan Sivilier                                           | Duccio Marsili                                                          |
| 10.000 m Puntos             | Jason Suttels                        | Juan Jacobo Mantilla                                    | Raúl Pedraza                                                            |
| 15.000 m Eliminación        | Nolan Beddiaf                        | Juan Jacobo Mantilla                                    | Andrés Felipe Gómez                                                     |
| Larga distancia             |                                      |                                                         |                                                                         |
| 42.195 m Marathon           | Nolan Beddiaf                        | Jorge Villacorte                                        | Manuel Taibo                                                            |

### Júnior

#### Mujeres
| Distancia                   | Oro                                                | Plata                                                   | Bronce                                                       |
| Pista                       | Pista                                              | Pista                                                   | Pista                                                        |
| --------------------------- | -------------------------------------------------- | ------------------------------------------------------- | ------------------------------------------------------------ |
| 200 m Dual CR               | Ivonne Nochez                                      | Ruth Arza                                               | Luciana Salas                                                |
| 500 m Sprint                | Shih Pei Yu                                        | Lin Xin-Yu                                              | Samanta Ramírez                                              |
| 1.000 m Sprint              | Shih Pei Yu                                        | Lee Chiao Jung                                          | Samanta Ramírez                                              |
| 10.000 m Puntos/Eliminación | Luna Vargas                                        | Fernanda Moncada                                        | Shih Pei Yu                                                  |
| 10.000 m Eliminación        | Fernanda Moncada                                   | Luna Vargas                                             | Lee Chiao-Jung                                               |
| 3.000 m Relevos             | China Taipéi Yu Shih Pei Lee Chiao Jung Lin Xin-Yu | Colombia · Laura Perdomo · María Cárdenas · Luna Vargas | Ecuador · Fernanda Moncada · Natalia Pesantez · Martina Pita |
| Ruta                        |                                                    |                                                         |                                                              |
| 100 m Sprint                | Ivonne Nochez                                      | Ilaria Carrer                                           | Catalina Barra                                               |
| 1 Vuelta Sprint             | Ivonne Nochez                                      | Nelly Fernández                                         | María Cárdenas                                               |
| 10.000 m Puntos             | Alice Marletti                                     | Shih Pei Yu                                             | Jéssica Rodrigues                                            |
| 15.000 m Eliminación        | Luna Vargas                                        | Alice Marletti                                          | Aubane Plouhinec                                             |

#### Hombres
| Distancia                   | Oro                                                                | Plata                                            | Bronce                                                 |
| Pista                       | Pista                                                              | Pista                                            | Pista                                                  |
| --------------------------- | ------------------------------------------------------------------ | ------------------------------------------------ | ------------------------------------------------------ |
| 200 m Dual CR               | Jhon Edwar Tascón                                                  | Riccardo Cela                                    | Cho Yong-Chan                                          |
| 500 m Sprint                | Nicolás Barrios                                                    | Hwang Gyuyeon                                    | Yu Wang                                                |
| 1.000 m Sprint              | Manuel Taibo                                                       | Wen Chen-Yu                                      | Nicolás Barrios                                        |
| 10.000 m Puntos/Eliminación | Sebastián Florez                                                   | Pablo Felipe Marín                               | Kevin Fourneret                                        |
| 10.000 m Eliminación        | Pablo Felipe Marín                                                 | Sebastián Florez                                 | Kevin Fourneret                                        |
| 3.000 m Relevos             | Colombia · David Rodríguez · Jhon Edward Tascón · Sebastián Florez | China Taipéi Hsu Jia-Syue Chen Wei-Cheng Yu Wang | Francia Quentin Poujol Kevin Fourneret Bernard Florian |
| Ruta                        |                                                                    |                                                  |                                                        |
| 100 m Sprint                | Faberson Bonilla                                                   | Riccardo Ceola                                   | Tamino Ohme                                            |
| 1 Vuelta Sprint             | Jhon Edward Tascón                                                 | Riccardo Ceola                                   | Faberson Bonilla                                       |
| 10.000 m Puntos             | Pablo Felipe Marín                                                 | Manuel Taibo                                     | Nicolás García                                         |
| 15.000 m Eliminación        | David Rodríguez                                                    | Pablo Felipe Marín                               | Manuel Taibo                                           |

## Medallero
| Pos. | País           | Oro | Plata | Bronce | Total |
| ---- | -------------- | --- | ----- | ------ | ----- |
| 1.º  | Colombia       | 19  | 13    | 10     | 42    |
| 2.º  | China Taipéi   | 6   | 8     | 4      | 18    |
| 3.º  | España         | 4   | 3     | 3      | 10    |
| 4.º  | Francia        | 4   | 1     | 8      | 13    |
| 5.º  | El Salvador    | 3   | 0     | 0      | 3     |
| 6.º  | Italia         | 1   | 9     | 1      | 11    |
| 7.º  | Ecuador        | 1   | 4     | 4      | 9     |
| 8.º  | Estados Unidos | 1   | 1     | 1      | 3     |
| 9.º  | Bélgica        | 1   | 0     | 2      | 3     |
| 10.º | Argentina      | 1   | 0     | 1      | 2     |
| 10.º | Guatemala      | 1   | 0     | 1      | 2     |
| 12.º | Venezuela      | 0   | 2     | 0      | 2     |
| 13.º | Corea del Sur  | 0   | 1     | 2      | 3     |
| 14.º | Chile          | 0   | 0     | 2      | 2     |
| 15.º | Portugal       | 0   | 0     | 1      | 1     |
| 15.º | Alemania       | 0   | 0     | 1      | 1     |
| 15.º | México         | 0   | 0     | 1      | 1     |

| Pos. | País           | Oro | Plata | Bronce | Total |
| ---- | -------------- | --- | ----- | ------ | ----- |
| 1.º  | Colombia       | 9   | 8     | 5      | 22    |
| 2.º  | Francia        | 4   | 1     | 4      | 9     |
| 3.º  | China Taipéi   | 3   | 3     | 1      | 7     |
| 4.º  | España         | 3   | 1     | 2      | 6     |
| 5.º  | Estados Unidos | 1   | 1     | 1      | 3     |
| 6.º  | Bélgica        | 1   | 0     | 2      | 3     |
| 7.º  | Argentina      | 1   | 0     | 1      | 2     |
| 8.º  | Italia         | 0   | 4     | 1      | 5     |
| 9.º  | Ecuador        | 0   | 3     | 2      | 5     |
| 10.º | Venezuela      | 0   | 1     | 0      | 1     |
| 11.º | Corea del Sur  | 0   | 0     | 1      | 1     |
| 11.º | Chile          | 0   | 0     | 1      | 1     |
| 11.º | México         | 0   | 0     | 1      | 1     |

| Pos. | País          | Oro | Plata | Bronce | Total |
| ---- | ------------- | --- | ----- | ------ | ----- |
| 1.º  | Colombia      | 10  | 5     | 5      | 20    |
| 2.º  | China Taipéi  | 3   | 5     | 3      | 11    |
| 3.º  | El Salvador   | 3   | 0     | 0      | 3     |
| 4.º  | Italia        | 1   | 5     | 0      | 6     |
| 5.º  | España        | 1   | 2     | 1      | 4     |
| 6.º  | Ecuador       | 1   | 1     | 2      | 4     |
| 7.º  | Guatemala     | 1   | 0     | 1      | 2     |
| 8.º  | Corea del Sur | 0   | 1     | 1      | 2     |
| 9.º  | Venezuela     | 0   | 1     | 0      | 1     |
| 10.º | Francia       | 0   | 0     | 4      | 4     |
| 11.º | Portugal      | 0   | 0     | 1      | 1     |
| 11.º | Alemania      | 0   | 0     | 1      | 1     |
| 11.º | Chile         | 0   | 0     | 1      | 1     |